# AMX International AMX
De AMX International AMX is een lichte jachtbommenwerper met een straalmotor. Het is een gezamenlijk product van Brazilië en Italië en wordt gebruikt voor bewapende verkenning en de ondersteuning van grondoperaties.